# Byträsket (sjö i Finland, Österbotten)
Byträsket är en sjö i Finland. Den ligger i kommunen Vasa i landskapet Österbotten, i den västra delen av landet, 400 km nordväst om huvudstaden Helsingfors. Byträsket ligger 11 meter över havet. Arean är 5,9 hektar och strandlinjen är 1,34 kilometer lång. Sjön  ingår i Bottenhavets kustområde.   I omgivningarna runt Byträsket växer i huvudsak blandskog.